# Maglić (hegycsúcs)
A Maglić (szerbül: Маглић) Bosznia-Hercegovina legmagasabb hegycsúcsa a 2386 méteres tengerszint feletti magasságával. A csúcs az ország délkeleti felében, a montenegrói határ közelében fekszik.

## Földrajza

### A csúcs
A Maglić Bosznia-Hercegovina és egyben a bosznia-hercegovinai Szerb Köztársaság legmagasabb hegye. Magának a hegynek két csúcsa van, a Bosznia-Hercegovina oldalán lévő Veliki Maglićből (2386 méter) és a montenegrói oldalon a Crnogorski Maglićből (2388 méter ), amely 2 méterrel magasabb. A boszniai csúcson egy fémből készült zászló található, amely nem az állam, hanem a szerb entitás trikolórját ábrázolja.

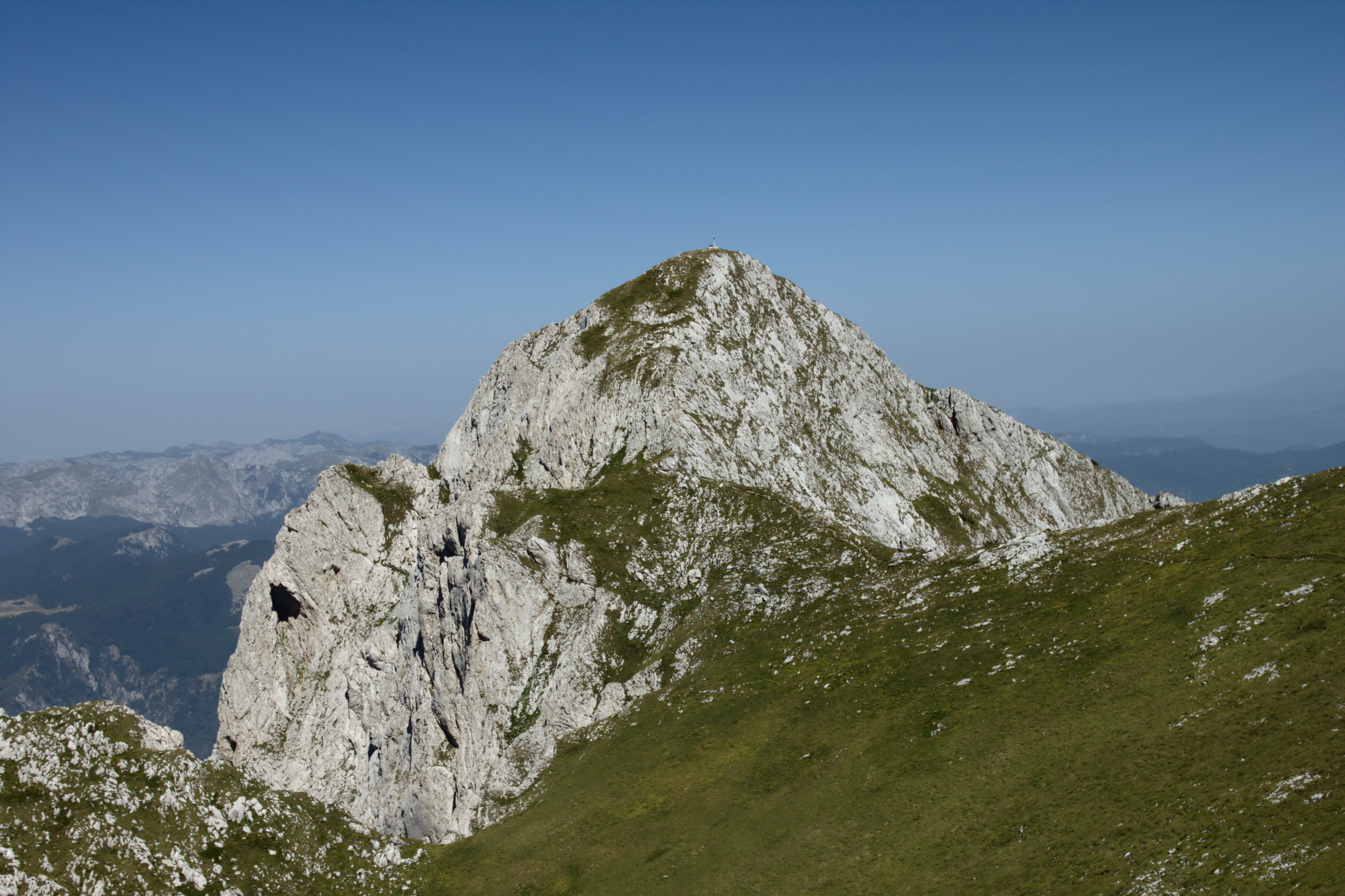
A hegycsúcs sziklatömbje

### A hegy és környezete
A hegy a Dinári-hegységhez tartozik, fő vonulata északnyugat-délkeleti irányban húzódik. A Sutjeska Nemzeti Park területén fekszik, amelyet 1962-ben elsőként alapítottak Boszniában. Területén hatalmas ősi erdőket, számos farkast és barnamedvét lehet találni. A parkot a Sutjeska folyó határolja, a folyó vízgyűjtőjét részben a Maglić tömbjének kanyonjai részei alkotják, valamint a Vučevo (1862 méter) és Zelengora (2014 méter) csúcsok, amelyek a vízválasztó határát képzik.
A Maglić montenegrói oldalán jött létre a Trnovačko Jezero (Trnovačko-tó), amelyet Montenegró egyik legszebb tavának tartanak. Ez a tó egy gleccsertó, amely 1517 méteres magasságban található, 700 méter hosszú és 400 méter széles, és a „sziklás csúcsok hatalmas amfiteátrumában” helyezkedik el, a tó vize zöldeskék színű. 
A hegyoldalakon a Perućica gazdag élővilágú erdője terül el, amely a Sutjeska Nemzeti Park védett rezervátuma, az egyik legrégebbi, és a két utolsó megmaradt ősi erdő egyike Európában. Az északnyugati lejtőn vastag tűlevelűek és bükkfák vannak 1600 méteres magasságig, míg a többi irányban a hegy lejtői nagyon meredekek, kopárak és sziklásak. A legelők a fennsíkon 1600 méter feletti magasságban találhatók. A hegycsúcs a parkon keresztül megközelíthető, főleg hegymászók és a természet kedvelői látogatják meg. A csúcshoz vezető útvonalak többsége kétnapos túrázást igényel. A hegymászás csak a déli oldalról lehetséges, ahol gazdag fű- és hegyi fenyő növényzet található. A csúcs tetejétől a Volujak, a Bioč, a Trnovačko-tó, és a Durmitor felé festői kilátás nyílik, az északi és északnyugati irányban látható boszniai hegyek mellett.  
Foča 20 km-re fekszik a Maglić-hegységtől, közigazgatásilag ide tartozik a hegy; a legközelebbi város Mratinje. A  2522 méteres Bobotov Kuk, Montenegró legmagasabb hegycsúcsa légvonalban mindössze 30 km-re található.

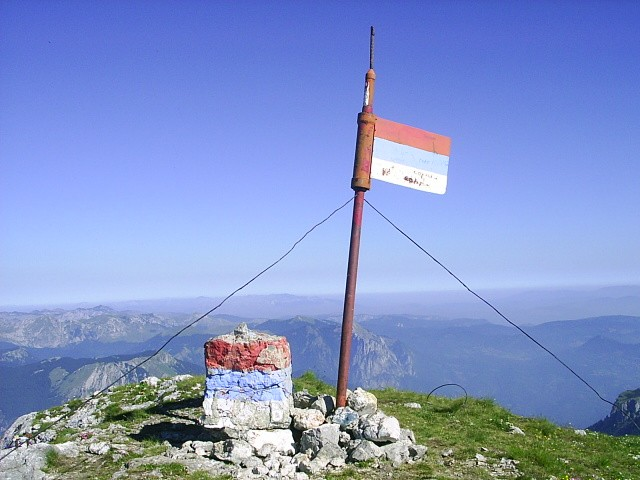
A Maglić boszniai oldalon álló csúcsa

## Fordítás
- Ez a szócikk részben vagy egészben  a   Maglić (mountain) című angol Wikipédia-szócikk ezen változatának fordításán alapul.  Az eredeti cikk szerkesztőit annak laptörténete sorolja fel. Ez a jelzés csupán a megfogalmazás eredetét és a szerzői jogokat jelzi, nem szolgál a cikkben szereplő információk forrásmegjelöléseként.